# Antonio Abbondi
Antonio Abbondi, detto lo Scarpagnino (Grosio, 1475 ? – Venezia, 1549), è stato un architetto e scultore italiano.

## Biografia e opera
Originario di Grosio, villaggio della Valtellina, posto tra Tirano e Bormio. Si hanno notizie di lui dal 1505, da quando fu nominato sovrintendente, al posto di Giorgio Spavento, alla ricostruzione del Fondaco dei Tedeschi, terminata nel 1508. Fu eletto dalla Signoria di Venezia proto dell'Officio del Sale.

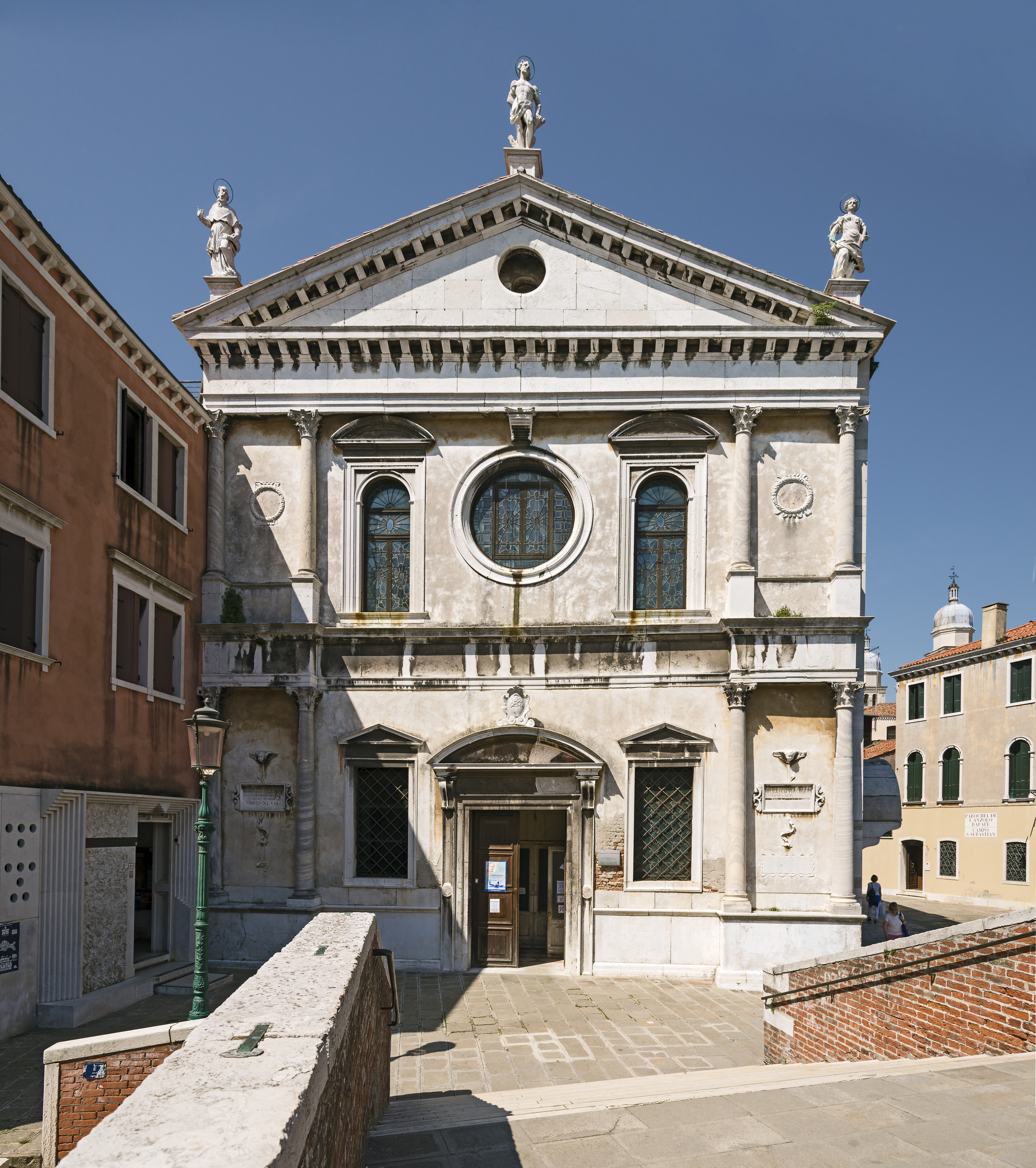
Venezia, Chiesa di San Sebastiano

Nel 1505 ebbe l'incarico di erigere la Chiesa di San Sebastiano, opera della quale fu architetto e direttore.
Restaurò il Ponte di Rialto, già restaurato anche da Giorgio Spavento.
Il 10 gennaio 1514 un incendio colpì tutta l'insula di Rialto, esso è ricordato come uno dei più disastrosi per la città di Venezia. L'edificio più importante che bruciò fu la chiesa di San Giovanni Elemosinario, tempio che era sotto il giurispatronato dei Dogi, istituito dalla famiglia Trevisan. Finirono bruciate anche moltissime botteghe ed enormi quantità di mercanzie.
La ricostruzione di tutta la zona di Rialto fu allora affidata allo Scarpagnino, che progettò anche la ricostruzione della chiesa in puro stile rinascimentale, sua fu anche la decisione di inserire la chiesa in un contesto di palazzi uniformi e contigui, addirittura gli spazi antistanti la chiesa furono progettati in modo tale che potessero ospitare comodamente delle botteghe ambulanti dal cui fitto la chiesa potesse ricavare fondi per sostenersi.
La ricostruzione della chiesa fu completata attorno al 1531, nei primi anni del dogado di Andrea Gritti (1523-1538). Essa fu subito abbellita da opere dei più grandi artisti dell'epoca, come Tiziano, Jacopo Palma il Giovane, Giovanni Antonio de' Sacchis detto il Pordenone.
Oltre alla chiesa, importante è il progetto, presso Rialto, del Palazzo dei Dieci Savi, grande palazzo porticato, pensato per essere la sede di una delle maggiori magistrature della Serenissima.

Prese parte alla costruzione della Chiesa di San Fantin ma, dopo la sua morte, la direzione dei lavori fu affidata a Jacopo Sansovino.

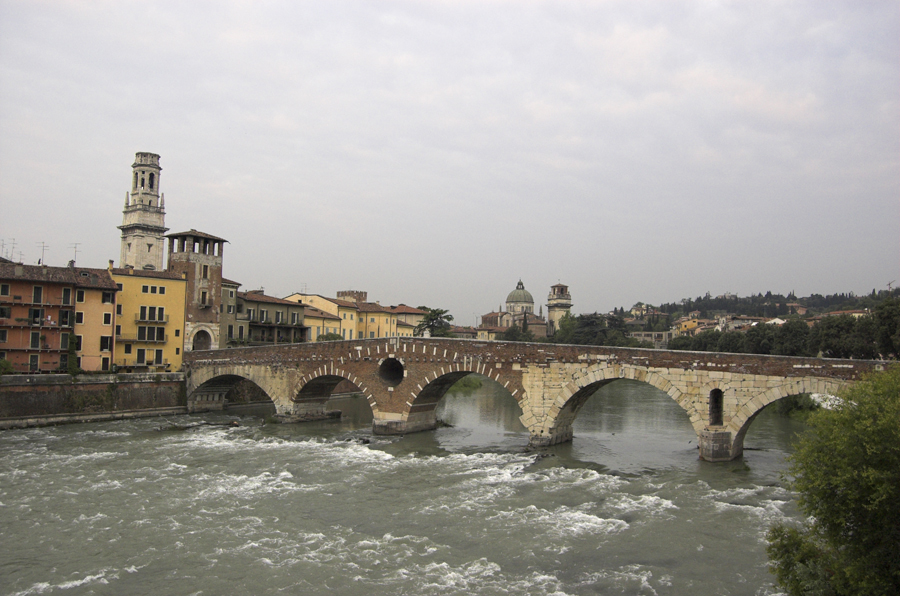
Verona, Ponte Pietra

Nel 1520 lo Scarpagnino e Francesco Lurano terminarono i restauri del Ponte Pietra a Verona.

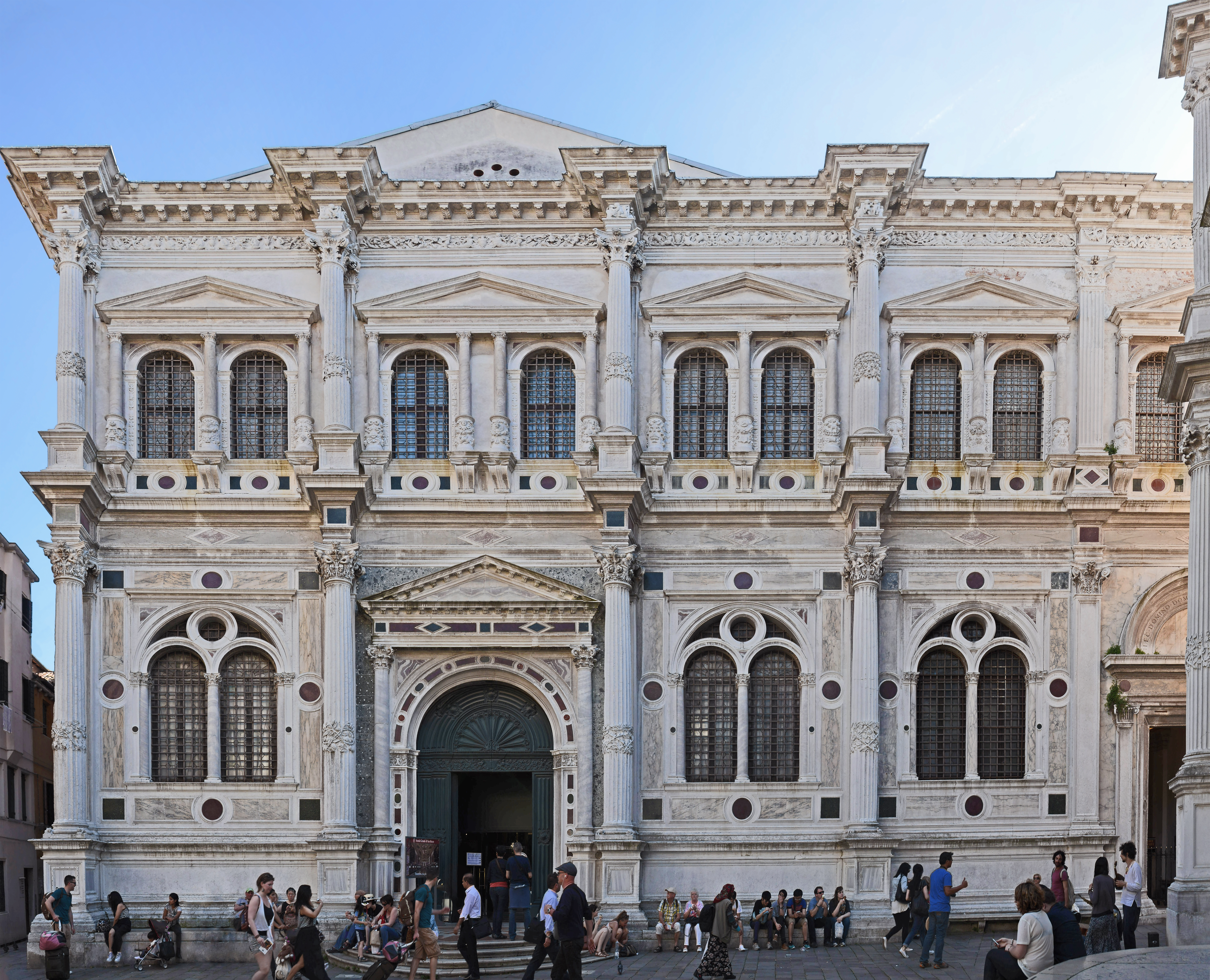
Venezia, Scuola Grande di San Rocco

Nel 1534 lavorò alla Scuola Grande di San Rocco, per la quale progettò il nuovo scalone. Operò al Palazzo Contarini delle Figure, così chiamato per le due figure scolpite sotto il poggiolo, poi al progetto e alla costruzione della Chiesa di Santa Maria Zobenigo e a Castelforte San Rocco, vicino alla Scuola. Lavorò anche al Palazzo Ducale di Venezia.
Dal 1527 lo Scarpagnino era tra i membri della Scuola Grande di San Marco, per la quale eseguì il modello per l'altare grande della sala superiore.
Nel suo testamento datato 27 luglio 1548 lasciava le sue case di Venezia e una casa con terreno situata a Zianigo, vicino a Mirano alla moglie Orsa e al figlio prete Giambattista; faceva erede dei rimanenti beni il figlio Marco, scalpellino, con cui aveva spesso collaborato.